# Glaucocharis papuanensis
Glaucocharis papuanensis là một loài bướm đêm trong họ Crambidae.